# Henderson (motorfiets)
Henderson is een Amerikaans historisch merk van motorfietsen
De bedrijfsnaam was: W.G. Henderson, Rochester (New York), later Henderson Motor Co. Detroit (Michigan), Henderson Motor Cycle Co. Cleveland (Ohio) en American Excelsior Co. (Chicago).
De broers William G. en Tom Henderson zetten hun bedrijf in 1911 op en hun doel was om al in 1912 1.000 motorfietsen te produceren.
Bronnen spreken elkaar tegen over het eerste model. Sommigen vermelden een viercilinder zijklep-lijnmotor die op 1 november 1911 (1-11-'11) zou zijn gepresenteerd en slechts 750 cc zou hebben gemeten. Andere bronnen melden 1912 als eerste jaar, eveneens met een viercilinder lijnmotor, maar nu een 1068cc-kop/zijklepmotor, zonder versnellingen, maar met een meerschijvenkoppeling en kettingaandrijving.
In elk geval hadden de eerste Hendersons een voor motorfietsen revolutionair startsysteem, met een starthendel aan de zijkant van de motorfiets, vergelijkbaar met een aanzetslinger van een auto. Deze starthendel vereenvoudigde het starten omdat de berijder er niet voor hoefde af te stappen. Door de langsgeplaatste motor was de wielbasis ook uitzonderlijk groot: 165 cm. Dat kwam ook omdat in het frame niet alleen plaats was voor de motor zelf. Aan de voorkant was een grote aluminium treeplank gemonteerd, in tegenstelling tot de gebruikelijke positie aan de zijkanten van het motorblok. 
| Het Model B uit 1915 had de treeplank nog vóór het motorblok. De pedaaltjes aan de voorkant bedienden twee afzonderlijke trommelremmen in het achterwiel. Een voorrem was er nog niet. |
| Het Henderson-logo… |
| …werd in 1918 samengevoegd met de "X" van Excelsior |

De Henderson-motorfietsen werden vooral in de Verenigde Staten verkocht, hoewel men wel initiatieven nam om het merk bekendheid in de rest van de wereld te geven. Zo ondernam Carl Clancy een wereldreis met een Henderson die hem in Europa, Afrika, India en Japan bracht en die in totaal 29.000 km besloeg. Kort voor de Eerste Wereldoorlog nam een Henderson deel aan races op het Brooklands. Dat was een kombaan waar alleen de topsnelheid telde en waar niet geschakeld hoefde te worden. Het gebrek aan versnellingen was buiten het circuit echter wel een beperking, die voor de normale gebruiker lastig was. Daarom ontwikkelde men in 1914 een tweeversnellingsnaaf en werd de 1068cc-motor ook iets groter: 1085 cc dankzij een boring/slagverhouding van 67 x 77 mm. De machine kreeg een Bosch-magneetontsteking. In 1915 werd de wielbasis verkort tot 147 cm door de treeplanken naar de zijkant te verplaatsen.
Tot dat moment waren de Henderson-motorfietsen niet erg succesvol, maar technische wijzigingen brachten daar in 1917 verandering in. Zo werd de total loss smering vervangen door een wet-sumpsysteem, waardoor zowel het bedieningsgemak als de betrouwbaarheid groter werden en bouwde men ook een echte versnellingsbak. Alan Bedell bewees dat door een nieuw langeafstandsrecord te vestigen: van Los Angeles naar New York in zeven dagen, 16 uur en 15 minuten. Daarmee was hij vier dagen sneller dan het bestaande record van Indian en ook vier dagen sneller dan het record dat "Cannonball" Baker met een Cadillac-auto had gereden. Roy Artley reed vervolgens van de Canadese grens naar de Mexicaanse grens in drie dagen en 15 minuten.
In 1917 deed Ignaz Schwinn van de Excelsior Motor Mfg and Supply Co. de gebroeders Henderson een aanbod: hij wilde de Henderson-productie overnemen en verplaatsen naar zijn eigen fabriek in Chicago. De broers gingen op het aanbod in en vanaf 1918 werd het Henderson-logo aangevuld met de grote "X" van Excelsior, toen de eerste machines uit de fabriek in Chicago rolden. Dit was het Model Z, dat intussen 1168 cc mat. De machine was verbeterd met lichtmetalen zuigers, een andere oliepomp en een verbeterde krukas. Ook kwam er een systeem tussen koppeling en versnellingsbak dat het schakelen zonder koppeling onmogelijk maakte. Naast dit standaardmodel kwam het Model Z2E en elektrische ontsteking en een claxon.
De gebroeders Henderson verlieten wegens persoonlijke meningsverschillen het bedrijf van Schwinn al snel. William begon al in 1919 opnieuw met zijn eigen merk, dat hij ACE noemde. Tom begon een exportfirma.
Bij Excelsior werd Arthur O. Lemon verantwoordelijk voor de verdere ontwikkeling van de viercilinders. Lemon had al sinds 1915 bij Henderson gewerkt. Hij ontwikkelde het Henderson Model K, dat in 1920 op de markt kwam. Dit was een viercilinder zijklepmotor van 1301 cc met volledige druksmering. Frame en voorvork waren stabieler en de wielen groter. Door de betere smering konden de machines ook in echte races worden ingezet, onder meer door Roy Artley en Floyd Clymer. In 1922 verscheen een luxeversie van het Model K, gespoten in blauw met gouden biezen. Dit model had een iets grotere Zenith-carburateur en een manchet om het uitlaatspruitstuk dat door de warme uitlaatgassen de carburateur iets voorverwarmde om een betere verdamping te waarborgen. De machine leverde 12 pk bij 3.800 tpm. De cilinderkop was verbeterd, de nokkenas verstevigd en de achterrem was sterker. De zuigers waren weer van gietijzer, maar sportieve klanten konden wel lichtmetalen zuigers bestellen. Zijspanrijders konden ook een achteruitversnelling bestellen. Met een topsnelheid van 160 km/uur was de machine sneller dan vrijwel alle Amerikaanse automobielen en dat was de reden dat verschillende politiekorpsen Henderson-motorfietsen aanschaften. De coureur Wells Bennett reed met een Henderson Model K De Luxe een nieuw 24-uursrecord op het circuit van Tacoma door 2513 kilometer af te leggen. Dat record bleef meer dan 15 jaar staan. Hij verbrak ook het record tussen Los Angeles en New York en in 1923 tussen Canada en Mexico. Deze route reed hij ook in omgekeerde richting, maar nu met een zijspan, wat opnieuw een wereldrecord opleverde.
Arthur Lemon verliet Excelsior-Henderson in 1922, toen William Henderson met een van zijn ACE-motorfietsen verongelukte en Lemon werd gevraagd de leiding over ACE over te nemen. Zijn taak bij Excelsior werd overgenomen door Arthur Constantine, die acht jaar op de ontwikkelingsafdeling van Harley-Davidson gewerkt had.
In de jaren hierna werden de Hendersons steeds licht gewijzigd. De nokkenas kwam iets hoger te liggen en de krukas werd weer aangepast. Kegellagers werden standaard voor de krukas. Vanaf 1925 werden de frames licht gewijzigd, waarbij de bovenste framebuis volledig gekromd was en er werd een metalen gereedschapskistje bovenop geplaatst. Het afsluitbare deksel sloot tevens de benzinetank en de olietank af. De handelbaarheid werd verbeterd door het zadel lager te plaatsen. Het eerste eigen ontwerp van Constantine was het Model KJ uit 1929, dat een vrijwel rechte bovenste framebuis had, waardoor de tank driehoekig werd. Op de tank, die al snel werd vervangen door een zadeltank, zat een instrumentenpaneel met een snelheidsmeter, een oliedrukschakelaar en de lichtschakelaar. De getrokken schommelvoorvork werd vervangen door een geduwd exemplaar en het voorwiel kreeg nu ook een trommelrem. De grootste wijziging was echter de 1301cc-motor. De nokkenas, voorheen drievoudig gelagerd, was nu vijfvoudig gelagerd, maar bij het kleppenmechanisme was men weer teruggekeerd naar kop/zijkleppen. Naast de KJ verscheen het Model KL, een 45pk-sterke machine die speciaal voor politiekorpsen was ontwikkeld.
Excelsior leverde de Henderson-viercilindermotoren ook als inbouwmotor voor fabrikanten van kleine auto's en voor de voortstuwing van kleine vliegtuigen. Ze werden door vliegtuigfabrikanten ook in licentie gebouwd en soms voorzien van een dubbele ontsteking en een grotere oliepomp.
Excelsior was aan het einde van de jaren twintig op het hoogtepunt van zijn productie gekomen, niet alleen met haar Henderson-modellen, maar ook met de zware Excelsior V-twins. Om de hoge ontwikkelingskosten terug te verdienen moesten de machines echter goed verkocht worden. Na de beurskrach van 1929 liet Ignaz Schwinn zich adviseren door economen, die een lange economische crisis voorzagen. Daarop besloot hij in 1931 van het ene moment op het andere te stoppen met de productie van motorfietsen. Hij ging zelf met pensioen en de fabriek ging zich alleen nog toeleggen op productie van fietsen. In de jaren zeventig was de Schwinn Bicycle Company de grootste fietsenproducent in de Verenigde Staten.

## Afbeeldingen

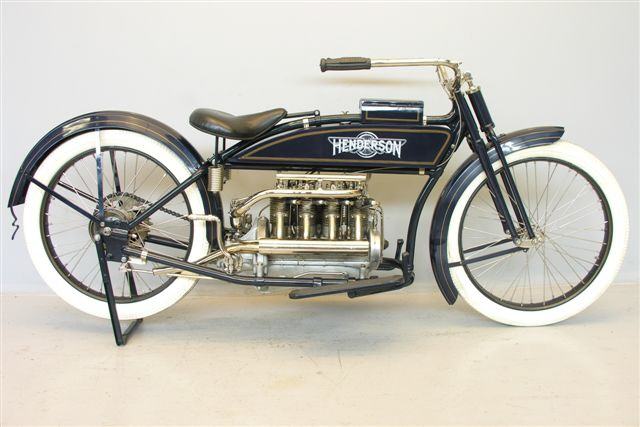
Henderson Model F 1000 cc viercilinder 1916
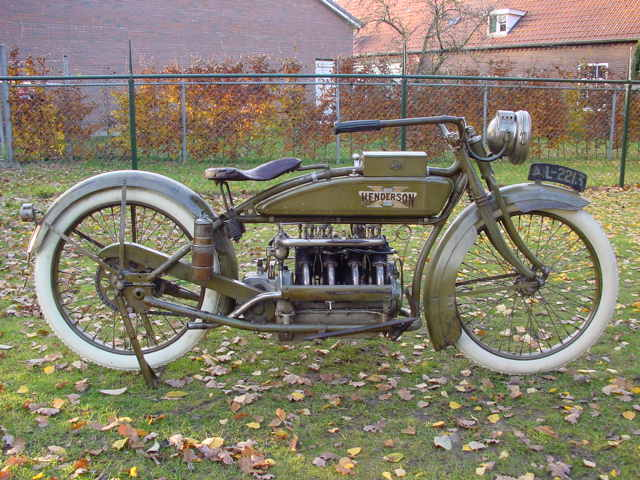
Henderson Model Z 1200 cc viercilinder 1918
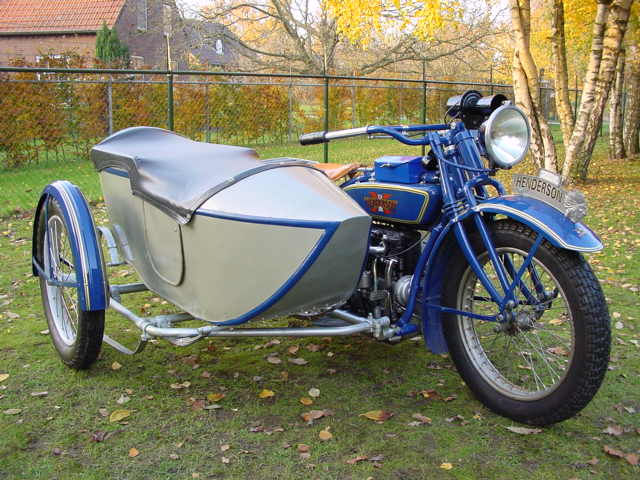
Henderson Model K 1305cc-viercilinder uit 1920
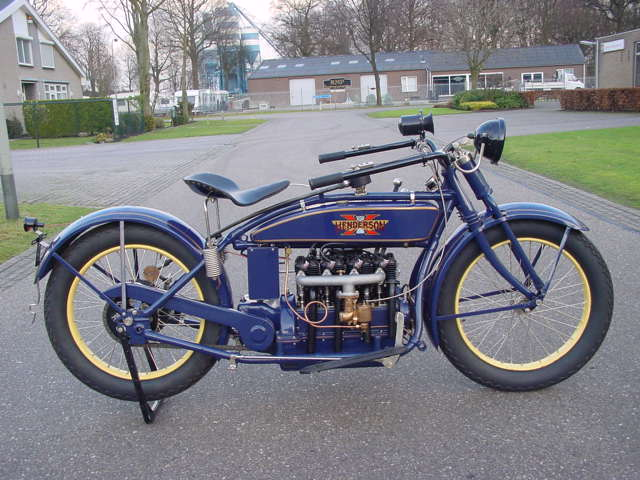
Henderson Model K DeLuxe 1305cc-viercilinder uit 1923
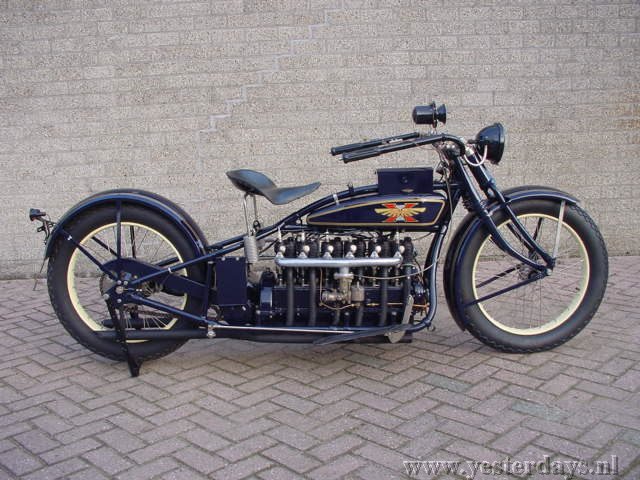
De 1957cc-Henderson DeLuxe Super Six zescilinder uit 1926 is zeer zeldzaam. Mogelijk is dit het enige exemplaar in Europa.
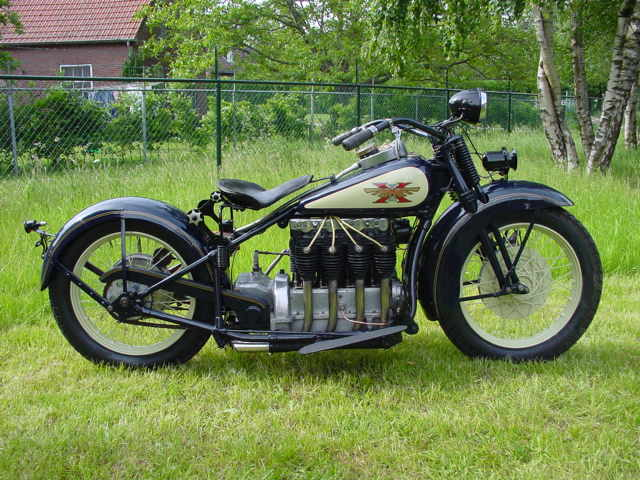
Henderson Type KJ 1305cc-viercilinder uit 1929. De vrijwel recht lopende bovenste framebuis was kenmerkend voor de modellen van Arthur Constantine.
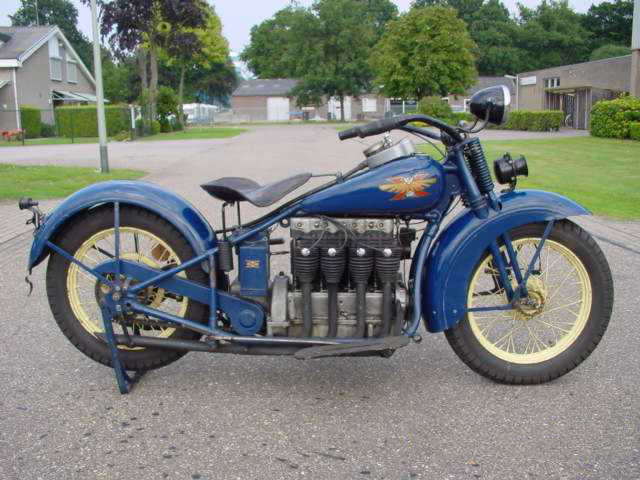
Henderson Type KJ 1305cc-viercilinder uit 1930
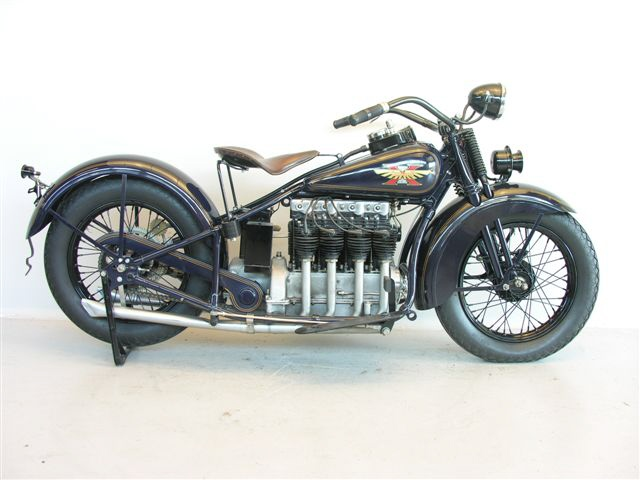
Henderson KJ Streamline uit 1931